# Kazimierz Szlamp
Kazimierz Szlamp (ur. 4 stycznia 1897 we Lwowie, zm. 13 lipca 1945 w obozie w Tengeru) – chorąży Wojska Polskiego, kawaler Orderu Virtuti Militari.

## Życiorys
Urodził się 4 stycznia 1897 we Lwowie, w rodzinie Leopolda i Julii z Tymińskich. Prawdopodobnie był młodszym bratem Władysława (1886–1922), żołnierza 2 Pułku Piechoty Legionów Polskich, 17 marca 1938 pośmiertnie odznaczonego Krzyżem Niepodległości oraz spokrewniony z Janem (ur. 1895), żołnierzem 1 Pułku Piechoty Legionów Polskich, 24 października 1931 odznaczonym Krzyżem Niepodległości.
Przed I wojną światową należał do Związku Strzeleckiego w Stryju . 16 sierpnia 1914 wstąpił do Legionów Polskich  . Początkowo służył w 3. kompanii II batalionu 5 Pułku Piechoty. W maju 1915 został ranny w bitwie pod Konarami. 16 sierpnia tego roku przebywał w Szpitalu Fortecznym Nr 6 w Krakowie. Został wykazany jako ranny na „Liscie strat nr 365” z 26 stycznia 1916. Później służył w 9. kompanii 6 Pułku Piechoty, w stopniu plutonowego.
W 1925 służył w garnizonie Kraków, w koszarach Chodkiewicza. Od 1927 pełnił służbę w Głównej Wojskowej Stacji Meteorologicznej w Warszawie . Mieszkał w Warszawie przy ul. Sandomierskiej 17 m. 2.
22 lipca 1940 został zesłany do Ust`-Oczeja w rejonie leńskim obwodu archangielskiego . 9 września 1941 został zwolniony i skierowany do Uljanowska w ówczesnym obwodzie kujbyszewskim . Zmarł na malarię 13 lipca 1945 w polskim obozie dla uchodźców w Tengeru, w Tanzanii i został pochowany na miejscowym cmentarzu.

## Ordery i odznaczenia
- Krzyż Srebrny Orderu Wojskowego Virtuti Militari nr 6417 – 17 maja 1922[21][22][23]
- Krzyż Niepodległości – 15 kwietnia 1932 „za pracę w dziele odzyskania niepodległości”[24][25][1][26]
- Krzyż Walecznych czterokrotnie „za udział w b. Legionach Polskich” – 1922[27][28][29]
- Srebrny Krzyż Zasługi – 1938 „za zasługi na polu pracy społecznej”[30][31]
- Krzyż Pamiątkowy 6 Pułku Piechoty Legionów Polskich („Krzyż Wytrwałości”)[16]
- Brązowy Medal Waleczności[32]